# SU-100
El SU-100 (en ruso: Samokhodnaya Ustanovka, lit. 'Cañón Autopropulsado') era un cazacarros soviético armado con un cañón antitanque D-10S de 100 mm en una casamata montada sobre el chasis del tanque medio T-34, fue usado ampliamente durante el último año de la Segunda Guerra Mundial y estuvo en servicio durante muchos años después con los ejércitos de los aliados soviéticos en todo el mundo.

## Desarrollo
El SU-100 fue desarrollado en 1944 como mejora del SU-85 y montado sobre el mismo casco que el T-34. Se diseñó y fabricó en la Fábrica de Maquinaria Pesada de los Urales (en rusoː Ural's'kiy Zavod Tyazhelogo Mashinostroyeniya, UZTM)  también conocida como Uralmash en Ekaterimburgo. El SU-100 demostró muy pronto ser uno de los mejores cazatanques de la Segunda Guerra Mundial, capaz de penetrar 125 mm de coraza vertical desde una distancia de 2000 metros.
El desarrollo estuvo bajo la supervisión de L. I. Gorlitskiy, responsable del diseño de todos los cazatanques medios soviéticos. Inició su trabajo en febrero de 1944 y en marzo construyó el primer prototipo llamado «Objeto 138». Después de someterlo a pruebas con diferentes cañones de 100 mm, se aprobó para su producción en masa una variante dotada del cañón D-10S. Este cañón fue desarrollado por la Oficina de Constructores de Artillería de la Factoría N.º 9 bajo la dirección del diseñador Fiódor Petrov. Después de la Segunda Guerra Mundial el mismo cañón fue instalado en los carros de combate T-54 y T-55, 14 años después de diseñarse. El chasis del SU-100 sufrió notables mejoras en comparación con el SU-85. La delgada coraza frontal aumentó su grosor de 45 a 75 mm y el puesto del comandante fue situado en un pequeño saliente del chasis. Esta posición, junto a la incorporación de una cúpula, incrementó enormemente la efectividad del mando del comandante. Para mejorar la ventilación se instalaron dos ventiladores en lugar del único con que contaba el SU-85.

## Producción
Mientras se desarrollaban los preparativos para la producción en serie del SU-100 en la planta de Uralmash, se desarrolló un proyecto para la creación de un modelo mejorado de SU-85M de transición, que en esencia, era un casco de un SU-100 armado con un cañón D-5S de 85 mm instalado en el chasis de un SU-85. Además del modelo de arma, el SU-85M se diferenciaba del SU-100 únicamente en el mecanismo giratorio, el soporte de viaje y la máscara del cañón, la mira y el soporte de munición para 60 rondas de 85 mm, que eran típicos del SU-85.
El desarrollo del SU-85M hizo posible introducir mejoras en el diseño del SU-100 (reserva frontal más potente y mejores dispositivos de observación) antes de iniciar la producción en masa. Pero la razón principal del desarrollo del modelo mejorado de SU-85 fue el retraso en la producción del proyectil perforante BR-412B que iba a utilizar el cañón antitanque D-10S de 100 mm del SU-100, retrasos que solo se solucionaron a partir de noviembre de 1944
El primer SU-85M se fabricó en julio de 1944 y en agosto reemplazó completamente al SU-85 en las líneas de montaje de Uralmash. La producción del SU-85M duró hasta noviembre de ese mismo año, durante tres meses, se fabricó en paralelo con el SU-100, que en ese momento era incapaz de combatir debido a la falta de proyectiles perforantes; se produjeron un total de 315 SU-85M.
La producción en serie del SU-100 comenzó en Uralmash en septiembre de 1944. Los primeros vehículos producidos eran idénticos al segundo prototipo, y más tarde, en el curso de la producción en masa, se realizaron una serie de modificaciones al diseño original del vehículo. 
|       | Producción del SU-100 | Producción del SU-100 | Producción del SU-100 | Producción del SU-100 | Producción del SU-100 | Producción del SU-100 | Producción del SU-100 | Producción del SU-100 | Producción del SU-100 | Producción del SU-100 | Producción del SU-100 | Producción del SU-100 | Producción del SU-100 |
| ----- | --------------------- | --------------------- | --------------------- | --------------------- | --------------------- | --------------------- | --------------------- | --------------------- | --------------------- | --------------------- | --------------------- | --------------------- | --------------------- |
|       | enero                 | febrero               | marzo                 | abril                 | mayo                  | junio                 | julio                 | agosto                | septiembre            | octubre               | noviembre             | diciembre             | Total                 |
| 1944  |                       |                       |                       |                       |                       |                       |                       |                       | 9                     | 10                    | 11                    | 12                    | 42                    |
| 1945  | 210                   | 215                   | 211                   | 214                   | 210                   | 210                   | 200                   | 200                   | 165                   | 160                   | 140                   | 150                   | 2285                  |
| 1946  | 50                    | 100                   | 102                   |                       |                       |                       |                       |                       |                       |                       |                       |                       | 252                   |
| Total |                       |                       |                       |                       |                       |                       |                       |                       |                       |                       |                       |                       | 3037                  |

Además de la Fábrica de Maquinaria Pesada de los Urales, en Yekaterinburgo, el SU-100 también fue producido por la planta n.º 174 en Omsk. Esto se debió al hecho de que la planta planeada para la producción del T-44 estaba inactiva. 
En 1947, con un plan de 200 vehículos, se encargaron allí 194 unidades y otras diez en 1948. Por lo tanto, la producción total fue de unos 3241 SU-100 aproximadamente. 
La producción del SU-100 en el período de posguerra también se reanudó en Checoslovaquia, donde en 1953-1956 se lanzaron bajo licencia otros 770 SU-100.

## Historial de combate
Los primeros SU-100 fueron enviados para pruebas de combate en septiembre de 1944 y obtuvieron una evaluación satisfactoria de las tropas por la alta capacidad del cañón y la buena maniobrabilidad del vehículo. Pero debido a los retrasos en la producción del proyectil perforante BR-412B, los SU-100 en serie se entregaron solo a instituciones educativas militares, y solo en noviembre se formaron y enviaron al frente los primeros regimientos de artillería autopropulsada armados con ellos. A finales de año, se formaron las primeras brigadas de artillería autopropulsadas armadas con el SU-100: las brigadas 207.ª, 208.ª y 209.ª.

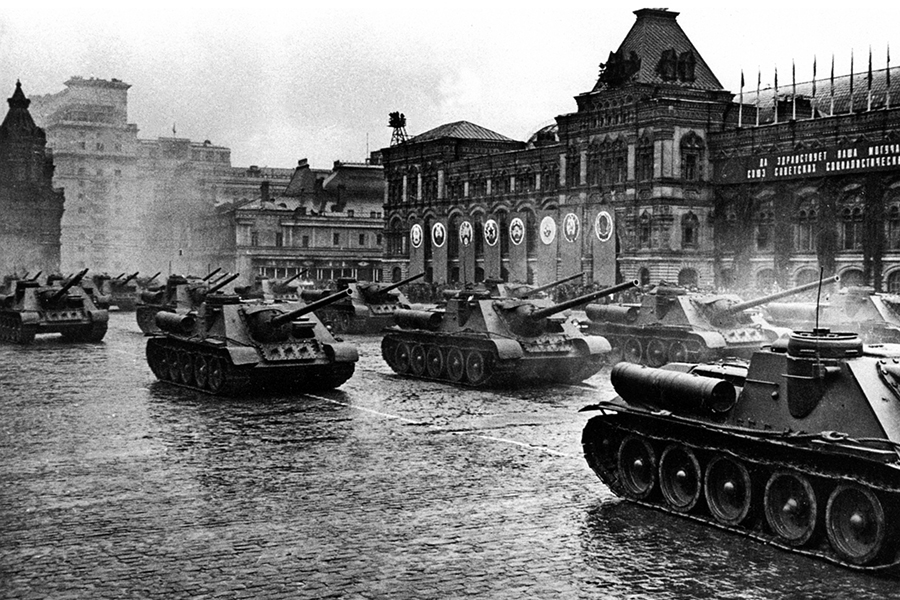
Varios SU-100 durante el Desfile de la Victoria en la Plaza Roja de Moscú

### Batalla de Budapest
El SU-100 se utilizó por primera vez en combate en enero de 1945 durante la Batalla de Budapest. En condiciones en las que las tropas soviéticas estaban llevando a cabo una ofensiva estratégica, el SU-100 se usó a menudo para realizar avances en profundidad en la retaguardia del enemigo en el papel tradicional de los cañones de asalto, como, por ejemplo, en la Ofensiva de Prusia Oriental, donde participaron los regimientos de artillería autopropulsada 381.º y 1207.º.
Las primeras brigadas de artillería autopropulsadas SU-100 fueron enviadas al frente a principios de febrero de 1945: la 207.º y la 209.º brigadas al Segundo Frente Ucraniano, y la 208.º brigada al Tercer Frente Ucraniano. En general, debido a la aparición relativamente tardía, el uso del SU-100 en la mayoría de sectores del frente fue limitado. La utilización del SU-100 más importante se realizó durante la Ofensiva del Lago Balatón, cuando fueron utilizados para repeler los contraataques del 6 º Ejército Panzer SS del 6 al 16 de marzo de 1945. Al mismo tiempo, participaron las brigadas de artillería autopropulsada 207.º, 208.º y 209.º, así como varios regimientos de artillería autopropulsada independientes equipados con SU-100. Durante la operación, el SU-100 jugó un papel importante en repeler los ataques de los tanques alemanes y demostró ser un medio muy eficaz en la lucha contra los vehículos blindados pesados alemanes, incluidos los tanques pesados Panzer VI Tiger II.
En las batallas del 11 al 12 de marzo, debido a las grandes pérdidas de tanques soviéticos, se utilizó el SU-100 en el papel tradicional de los tanques, pero debido a su vulnerabilidad en el combate cuerpo a cuerpo, se dio la orden de equipar cada SU-100 con una ametralladora ligera para la defensa cercana contra la infantería enemiga. Como resultado de la operación, el SU-100 obtuvo calificaciones extremadamente altas del Alto Mando.
En marzo de 1945, el 4.º Ejército de Tanques del Primer Frente Ucraniano recibió el 1727.º Regimiento de Artillería Autopropulsada, que participó activamente en la operación de la Alta Silesia, en particular, para repeler el contraataque de La 1.ª División Panzer de Paracaidistas Hermann Göring el 18 de marzo. En total, durante el período de operaciones del 15 de marzo al 22 de marzo, las pérdidas ascendieron a quince (incluidos cuatro irrecuperables) SU-100 de los veintiuno vehículos disponibles al momento del inicio de la operación; la mayoría de las pérdidas se debieron al fuego de artillería enemiga y tres cañones autopropulsados quedaron atrapados en el lodo.

### Batalla de Berlín
En preparación para la operación de Berlín, a finales de marzo de 1945, el Primer Ejército de Tanques de la Guardia recibió veintisiete SU-100, además, el 11.º Cuerpo de Tanques, que contaba con catorce cañones autopropulsados de este tipo, fue subordinado al ejército el 14 de abril. El 2.do Ejército de Tanques de la Guardia recibió treinta y un SU-100 a finales de marzo y quince vehículos más de este tipo a principios de abril. Para cuando comenzó la Batalla de Berlín, el 4° Ejército de Tanques de la Guardia también se reequipaba con equipo e incluía veintiocho SU-100 (diez vehículos en el 6.° Cuerpo Mecanizado y dieciocho en el 10.° Cuerpo de Tanques como parte de la 416.° Regimiento de Artillería Autopropulsada de Guardias). 
Desde el comienzo de la Batalla de Berlín, los SU-100 participaron activamente en ella, lo que provocó pérdidas inevitables; por ejemplo, el 17 de abril, durante un avance en el área de las Colinas de Seelow, el 1.er Ejército de Tanques de la Guardia perdió dos SU-100 (incluido uno quemado), 19 de abril perdió siete vehículos de este tipo. El 2.do Ejército de Tanques de la Guardia perdió cinco SU-100 del 16 al 21 de abril, el 4.° Ejército de Tanques de la Guardia perdió dieciocho SU-100 del 16 al 22 de abril (incluidos seis irrecuperables).
El SU-100 también se usó directamente durante el asalto a Berlín, en particular, al entrar en la batalla por la ciudad, el 1.er Ejército de Tanques de la Guardia tenía 17 SU-100 listos para el combate. En las batallas urbanas, se colocaron armas autopropulsadas en unidades y subunidades de fusileros independientes para reforzarlas; así, a partir del 24 de abril, de la 95.ª Brigada de Tanques, el 9.º Cuerpo de Tanques (siete T-34-85 y cinco SU-100) fue asignado al 7.º Cuerpo de Fusileros. El 28 de abril, el 3.er Ejército de Choque, que estaba asaltando Berlín, tenía 33 SU-100 que consistían en los regimientos de artillería autopropulsada 1818.º, 1415.º y 1049.º y la 95.º Brigada de Tanques. 
Tras los duros combates de la Batalla de Berlín, el 2.do  Ejército de Tanques de la Guardia perdió siete SU-100, incluidos cinco vehículos directamente en la ciudad, el 3.er Ejército de Tanques de la Guardia - cuatro SU-100 y el 4.° Ejército de Tanques de la Guardia - tres SU-100 (del 23 de abril al 2 de mayo). La principal razón de las pérdidas fue el fuego de artillería del enemigo. 
Entre marzo y mayo de 1945, se formó la 4.º Brigada de Artillería Autopropulsada equipada con SU-100, la 231º, pero no tuvo tiempo de participar en las hostilidades en Europa. Tras la derrota de Alemania las 208.º y 231.º brigadas de artillería autopropulsada del 6.º Ejército de Tanques de la Guardia fueron enviadas a Siberia donde participaron en la Batalla de Manchuria en agosto de 1945. En este frente y debido principalmente a la escasez de tanques japoneses, el SU-100 se utilizó principalmente como apoyo directo a la infantería y contra posiciones fortificadas japonesas.

## Posguerra
El vehículo permaneció en servicio en el Ejército Rojo después de la guerra y se siguió produciendo en la Unión Soviética hasta 1947 y en Checoslovaquia hasta 1950. Fue retirado del servicio en 1957 cuando fueron transferidos a los stocks de reserva donde muchos continúan hoy en día. 
Checoslovaquia continuó la producción local del SU-100 hasta 1957. Otros operadores incluyeron Albania, Angola, Bulgaria, Cuba, Alemania Oriental, Egipto, Hungría, Corea del Norte, Polonia, Rumania, Vietnam y Yugoslavia. En el servicio yugoslavo, el SU-100 recibió la designación de «M-44».
Una versión modificada destinada a la guerra en el desierto surgió como el "SU-100M", la "M" utilizada para mostrar su forma "modificada". El SU-100 entró en combate durante la Guerra del Sinaí en 1956 donde los egipcios usaron los SU-100 y destrozaron a los M4 Sherman israelíes. Los egipcios volvieron a usar el SU-100 contra los israelíes en la Guerra de los Seis Días en 1967 y en la guerra de Yom Kipur en 1973.
Del mismo modo, los SU-100 en servicio yugoslavo se utilizaron durante un corto período de tiempo durante la guerra civil yugoslava hasta que los problemas de mantenimiento dieron como resultado su retirada del servicio activo. Para algunas fuerzas globales en el mundo actual, algunos SU-100 exportados continuaban en servicio en la década de 1970 en algunos países incluidas Corea del Norte y China
Los SU-100 entraron en servicio con el Ejército Popular de Liberación (EPL) de China después del 1 de diciembre de 1950, cuando las fuerzas soviéticas abandonaron Dalian. El armamento en Dalian se vendió a China, incluidos 99 SU-100, dieciocho tanques pesados IS-2 y 224 T-34, con los que el EPL formó su 1.ª División Mecanizada.
En abril de 2015, se fotografió un cañón autopropulsada SU-100 siendo utilizada en Yemen como parte del conflicto en curso.

## Usuarios
- Unión Soviética - 3241 unidades en total
- Alemania nazi - Un pequeño número de vehículos capturados.

Operadores en la posguerra
- Albania: varios SU-100, retirados del servicio.
- Argelia. 50 SU-100 sobre conservación, a partir de 2012.
- Angola: varios SU-100 se encuentran en estado no operativo en 2012.
- República Popular de Bulgaria. Se entregaron 100 unidades SU-100 desde la URSS en 1956 , retiradas del servicio.
- República Popular de Hungría. Se entregaron 50 unidades SU-100 desde la URSS en el período de 1950 a 1951, retiradas del servicio.
- Vietnam: algunos SU-100 permanecen en el ejército, a partir de 2012
- República Democrática Alemanaː 50 unidades SU-100 fueron entregadas desde la URSS en 1956
- Egiptoː Se entregaron 150 unidades SU-100 desde la URSS en el período de 1955 a 1958, retiradas del servicio.
- Yemen: 30 SU-100, a partir de 2012.
- Irakː 250 unidades SU-100 fueron entregadas desde la URSS en el período de 1959 a 1963, retiradas del servicio.
- República Popular China: algunos SU-100, retirados del servicio.
- Corea del Norteː Se entregaron 100 unidades SU-100 desde la URSS en el período de 1965 a 1968, no hay datos sobre disponibilidad.
- República de Cubaː 100 SU-100, a partir de 2012.
- Marruecosː 8 SU-100, a partir de 2012.
- República Popular de Mongoliaː Se entregaron 10 unidades SU-100 desde la URSS en 1952, retiradas del servicio
- República Popular de Poloniaː al menos 25 o 26 SU-100, retirados del servicio.
- República Popular de Rumaníaː 50 unidades SU-100 fueron entregadas desde la URSS en 1961
- Siriaː Se entregaron 80 unidades SU-100 desde la URSS en el período de 1959 a 1960, retirados del servicio.
- República Socialista de Checoslovaquia: alrededor de 1.000 SU-100, pasados a la República Checa y Eslovaquia.
- Yugoslavia: un cierto número de SU-100, pasó a los estados formados después del colapso.